# Šenttomaž pri Celovcu
Šenttomaž pri Celovcu (narečno: , nem. St. Thomas am Zeiselberg) je vas, nekdanja samostojna istoimenska politična občina ter istoimenska župnija, hkrati je nekdanji sedež dveh pomembnih slovenskih ustanov v osrednje-severnem delu  Celovškega polja v tržni občini Štalenska gora na avstrijskem južnem Koroškem severovzhodno od  Celovca v političnem okraju  Celovec-dežela.

## Poimenovanje
Pavel Zdovc je zapisal rabo krajevnega imena kot sledi: Šenttomaž (â), pri Celovcu, v Šenttomážu, v Šenttomáž, iz Šenttomáža; tudi Št. Tomaž, redko Šentomáž in Sveti Tomáž (Sv. Tomaž), pri Svétem Tomážu, s Svétemu Tomážu, od Svétega Tomáža; šenttomáški in šentomáški, Šenttomážčani in Šentomážčani.

## Ledinska in hišna imena
Ledinska in hišna imena so globoko zasidrana v domači koroškoslovenski kulturni zgodovini. Ledinska imena so tudi zapisana v franciscejskih katastrih in so siže domačega leposlovja. Na Tamnah, je gora severzahodno od vasi, ki ji rečejo v nemščini Sechzigerberg in ima svojo pripoved "Tamnah, Na Tamnah – Temna gora", ki najde v pesniški besedi globlji zgodovinski izvir imena. Zapisana in objavljena je leta 2013. Druge ledine so Čilberk, tudi nekdanji grad koseškega izvora in Vasjevaško polje ter Mačjevaško polje (od Domačje vasi). 
Okrčnik je domačija, ki je nekoč stala na vznožju vzpetine do cerkve. Literarni spomenik ji je postavljen leta 2016 v črtici domačega avtorja "Okrčnikov muci".

## Zgodovina
O zgodovini širšega področja in zaselka samega v rimskem času pričajo nekateri umetniško izklesani rimski kamni, ki so vzidani v župnijsko cerkev. Od karantanske dobe sta celotno območje in vas tesno povezani s slovensko kulturno zgodovino, saj je skoraj da vsaka vas stare občine Šenttomaž koseškega izvora in tako povezana z obredom ustoličevanja, ki je potekal, od trenutka, ko se govori o slovenščini (oz. njenih starejših oblikah), v  slovenščini. Zlasti so se ohranili pomembni pravno-zgodovinski elementi iz karantanske dobe, avtonomno koseško sodstvo, iz katerega so se razvile najprej teritorialne sodne in potem davčne enote ter posledično nekatere izredno in nesistemsko majhne katastrske občine na območjih starih političnih občin Šenttomaž in Pokrče. Ohranjena je tudi dvorska kapela iz 12. stoletja nekdanjega dvorca Partovca, ki stoji neposredno v koseški tradiciji, saj so se Partovčani povzpeli med plemstvo. O njihovem privilegiju sežiganja piše tudi renesančni zgodovinopisec Hieronim Megiser. Partovčani pa so bili neposredni sosedi vojvodskega kmeta v Blažnji vasi, ki je vodil obred ustoličevanja.
Za upravno zgodovino je pomembno leto 1850, ko je bila ustanovljena skupaj z vsemi drugimi, občina Šenttomaž pri Celovcu. V veliki občinski reformi leta 1972/73 pa sta bili stari občini Šenttomaž in Otmanje združeni v novo občino Štalenska gora. 
Za novejšo slovensko kulturno zgodovino sta pomembni letnici 1910, ko sta bili ustanovljeni Slovensko prosvetno društvo Edinost Št. Tomaž ter Hranilnica in posojilnica Št. Tomaž ter leto 1912/13, ko je bil zgrajen društveni dom Edinost. Za časa nacizma je sicer slovenščina bila prepovedana, vendar so se prisiljeni delavci, zlasti slovanskega porekla, še vedno naučili najprej slovenščine, ki je bila povsem običajna v kraju.. Vendar so bile na vrhuncu nacistične strahovlade 14. aprila leta 1942  deportirane številne slovenske družine v nacistična taborišča. Trajna povojna kolektivna travmatizacija pa ni več dovoljevala razcveta kolektivnega društvenega in kulturnega življenja.

## Župnija
Župnija je prvič omenjena v listini iz leta 1306 in je nekoč bila podružnica proštije v Gospe Sveti. Leta 1616 je dobila stare župnijske pravice ter je samostojna župnija (fara) od leta 1776 dalje. Po cerkvenem šematizmu iz leta 1917/18 je župnija, ki do danes pripada dekaniji Tinje, veljala za slovensko. Enako velja za njene podružnice Trdnja vas (Šmarjeta), Šentlovrenc pri Šenttomažu ter grajska kapela v Partovci.  Z nacistično nemško strahovlado je bila prepovedana raba slovenščine ter kaznovana. Po vojni župnija ni več imela slovenskega ali dvojezičnega bogoslužja. Vsekakor do danes domačini tu in tam prirejajo priložnostne slovenske (ali dvojezične) maše.

## Župnijska cerkev Šenttomaž pri Celovcu
Cerkev je zgrajena na krnu Čilberka nad Šenttomažkim poljem in je bila nekoč taborska utrdba. Obdana je z vaškim pokopališčem ter nekaterimi hišami (župniščem, staro osnovno šolo ter kulturnim in društvenim domom, ki ga je zgradilo domače slovensko prosvetno društvo Edinost Št. Tomaž v letih 1912/13). 
Podrobnosti glej tam (Župnijska cerkev Šenttomaž pri Celovcu)

## Farovž in kulturni dom Edinost
Dvonadstropni farovž je prizidan na vzhodno obzidje pokopališča. Verjetno je v jedru iz 16. stoletja ter ima čopasto streho.
Severno od farovža stoji kulturni dom, ki je bil zgrajen v letih 1912/13. Iniciativo za gradnjo doma je treba pripisati tedanjemu župniku Ivanu Brabenecu (21.8.1871 Heraldec (Češka) – 1940; od leta 1896 provizor v Šenttomažu, od leta 1900 župnik fare ter od oktobra 1929 prošt v Podkrnosu pri Žrelcu) in članom slovenskega prosvetnega društva Edinost Št. Tomaž. Sámo društvo je bilo ustanovljeno leta 1910 kot reakcija na vse nasilnejši ponemčevalni pritisk. Razvilo je izredno široko in bogata kulturna dejavnost (tečaji, knjižnica, (gledališke) igre, kot so slednje imenovali tudi domači nemškutarski nasprotniki, tamburaštvo, zborovsko petje itd.). Hranilnica in posojilnica Št. Tomaž je popolnjevala družbeno ponudbo. Dne 3. marca 1912 je prosvetno društvo, ki je takrat imelo 120 članov, na svoji seji odločilo gradnjo kulturnega doma. 13. maja 1913 je bilo vloženo dovoljenje za gradnjo, 9. novembra 1913 pa je občina zaprosila, naj bo prireditvena dvorana uporabna tudi pozimi. Oba slovenska društva sta uporabljala poslopje do nacistične strahovlade. Med vojno in potem kulturno življenje ni več zaživelo, saj tudi uporaba poslopja ni bila več mogoča. Po letu 1955, torej že v Drugi Republiki, ko bi naj veljalo določilo člena 7 ADP je bil odstranjen slovenski zunanji napis društva. V novejšem času je po dolgih letih kulturnega molka, lokalno društveno življenje zopet zaživelo in tako je stavba zopet uporabljena v svoje prvotne kulturne namene.

## Domače slovensko leposlovje o Šenttomažu
- Bojan-Ilija Schnabl: Domače idile s Štalenske Gore oz. zlasti s Šenttomaža in s Celovškega polja ter domačih ljudi riše v svojih pesmih in pravljicah štalenski avtor Bojan-Ilija Schnabl.
- Bojan-Ilija Schnabl: Okrčnikov mucej. V: Rastje, Celovec 2016, št. 10, str.111-114.
- Bojan-Ilija Schnabl: Božja pot do Gospe Svete in nazaj, ali Večno mlade lipe. Koroški koledarj Mohorjeve družbe 2012, Celovec 2011, str. 112-116. Pripoved je parabola ljubezni do domačega kraja.
- Bojan-Ilija Schnabl: Tamnah, Na Tamnah – Temna gora: Zgodovinska črtica o imenu hriba nad Celovškim poljem. V: Koledar Mohorjeve družbe 2013. Celovec 2012, str. 134-137.
- Bojan-Ilija Schnabl: Magnolija in tulipani, Pripovedi in resnične pavljice s Celovškega polja. Celovec, založba Drava 2014, ISBN 978-3-85435-740-7.[17][18]
- Bojan-Ilija Schnabl: O osamljeni ribici na poti svetega Frančiška, ki je le srečno usodo doživela. V: Rastje 8, Revija za literaturo, ustvarjalnost in družbena vprašanja. Celovec: Društvo slovenskih pisaeljev v Avstriji, založba Drava, 2014, str. 136 - 140, ISBN 978-3-85435-749-0.
- Bojan-Ilija Schnabl: Troje poletnih pravljic v eni. V: Rastje 9, Revija za literaturo, ustvarjalnost in družbena vprašanja. uredil Tomaž Ogris idr. Celovec: Društvo slovenskih pisateljev v Avstriji, založba Drava, 2015, str. 145 - 152, ISBN 978-3-85435-769-8.